# Horst Wolfgang Böhme
Horst Wolfgang Böhme (* 1. Mai 1940 in Stettin) ist ein deutscher Archäologe mit Schwerpunkten in Spätantike/Frühmittelalter und der Burgenforschung. 

## Leben
Böhme studierte Vor- und Frühgeschichte, Provinzialrömische Archäologie, Geschichte und Volkskunde an den Universitäten Kiel, Mainz und München. 1968 wurde er mit einer Dissertation über Germanische Grabfunde des 4. bis 5. Jahrhunderts zwischen unterer Elbe und Loire promoviert. 1970 wurde er Abteilungsleiter am Germanischen Nationalmuseum in Nürnberg, danach 1972 Assistent, später Direktor der Frühmittelalterlichen Abteilung des Römisch-Germanischen Zentralmuseums (RGZM) in Mainz. 
Mit der großen Salierausstellung 1991 stieg Böhme in die Mittelalterarchäologie ein. Die damals entstandenen Sammelbände zu ländlichen Siedlungen sowie zu Burgen gaben der Forschung wichtige Impulse. Von 1992 bis zu seiner Emeritierung 2005 war er Professor für Frühgeschichte und Mittelalterarchäologie an der Philipps-Universität Marburg. 
Böhme ist Mitglied des Deutschen Archäologischen Instituts, des Wissenschaftlichen Beirates der deutschen Burgenvereinigung und der Historischen Kommission für Hessen.

## Schriften (Auswahl)
Monographien
- Germanische Grabfunde des 4. bis 5. Jahrhunderts zwischen unterer Elbe und Loire. Studien zur Chronologie und Bevölkerungsgeschichte (= Münchner Beiträge Vor- und Frühgeschichte. Band 19). 2 Bände. Beck, München 1974, ISBN 3-406-00489-X (Zugleich: München, Universität, Dissertation, 1969: Zur Chronologie der Grabfunde des 4./5. Jahrhunderts zwischen Elbe und Loire).
- Römische Beamtenkarrieren. Cursus honorum (= Kleine Schriften zur Kenntnis der römischen Besetzungsgeschichte Südwestdeutschlands. Band 16, ZDB-ID 236356-2). Gentner, Stuttgart 1977.
- Die spätantiken Gürtel mit kerbschnittverzierten Metallbeschlägen. Studien zu Militärgürteln des 4.-5. Jahrhunderts (= Kataloge vor- und frühgeschichtlicher Altertümer. Band 50). Verlag des Römisch-Germanischen Zentralmuseums, Mainz 2020, ISBN 978-3-88467-335-5.

Herausgeberschaften
- Siedlungen und Landesausbau zur Salierzeit. 2 Bände. Thorbecke, Sigmaringen 1991, ISBN 3-7995-4135-7;

1. In den nördlichen Landschaften des Reiches (= Römisch-Germanisches Zentralmuseum. Monographien. Bd. 27);
2. In den südlichen Landschaften des Reiches (= Römisch-Germanisches Zentralmuseum. Monographien. Bd. 28).

- Burgen der Salierzeit. 2 Bände. Thorbecke, Sigmaringen 1991, ISBN 3-7995-4134-9;

1. In den nördlichen Landschaften des Reiches (= Römisch-Germanisches Zentralmuseum. Monographien. Bd. 25);
2. In den südlichen Landschaften des Reiches (= Römisch-Germanisches Zentralmuseum. Monographien. Bd. 26).